# La nuit est mon ennemie
Pour plus de détails, voir Fiche technique et Distribution.
La nuit est mon ennemie (Libel) est un film de procès britannique réalisé par Anthony Asquith, sorti en 1959.

## Synopsis
Jeffrey Buckenham (Paul Massie), un Canadien qui a combattu en Europe quelques années plus tôt et a été détenu dans un camp de prisonniers en Allemagne, voit à la télé Sir Mark Sebastian Loddon (interprété par Dirk Bogarde) en train de faire visiter son château familial ; or, Loddon a été un camarade de détention de Buckenham, et l'ancien soldat canadien se convainc bientôt que l'homme qui se présente comme Sir Loddon est un imposteur : l'acteur Frank Wellney, lui aussi détenu dans le camp allemand. Buckenham annonce publiquement qu'il suspecte Wellney d'avoir assassiné Loddon pendant une tentative d'évasion, et d'avoir ensuite usurpé la place de l'aristocrate anglais. Le soi-disant Loddon attaque en justice son accusateur pour diffamation, mais les séquelles d'un événement tragique survenu en Allemagne affectent son esprit : il perd pied et sa femme (Olivia de Havilland), jusque-là loyale, commence à douter de lui.

## Fiche technique
- Titre : La nuit est mon ennemie
- Titre original : Libel (littéralement « diffamation »)
- Réalisateur : Anthony Asquith
- Scénaristes : Anatole de Grunwald et Karl Tunberg d'après la pièce de Edward Wooll
- Photographie : Robert Krasker
- Montage : Frank Clarke
- Musique : Benjamin Frankel
- Direction artistique : Paul Sheriff
- Costumes : Christian Dior pour Olivia de Havilland et Felix Evans
- Production : Anatole de Grunwald et Pierre Rouve
- Société de production : MGM et De Grunwald Productions
- Pays d'origine : Royaume-Uni
- Format : Noir et blanc - 35 mm - 2,00:1 - Son : mono
- Genre : Drame
- Durée : 100 minutes
- Date de sortie : 
  - États-Unis : 23 octobre 1959 New York
  - France : 9 août 1961

## Distribution
- Dirk Bogarde : Sir Mark Sebastian Loddon / Frank Welney
- Olivia de Havilland : Lady Margaret Loddon
- Paul Massie (en) : Jeffrey Buckenham
- Robert Morley : Sir Wilfred
- Wilfrid Hyde-White : Hubert Foxley
- Anthony Dawson : Gerald Loddon
- Richard Wattis : Le juge
- Richard Dimbleby : Lui-même
- Martin Miller : Dr Schrott
- Millicent Martin (en) : Maisie
- Toke Townley (en) : L'associé
- Joyce Carey : Mlle Sykes
- Geoffrey Bayldon : le deuxième photographe